# Història de la biologia

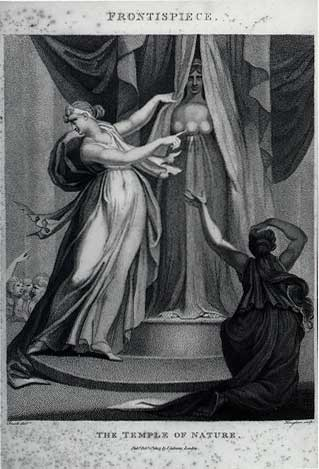
El frontispici dedicat al poema de temàtica evolucionista d'Erasmus Darwin El Temple de Naturalesa mostra una deessa enretirant el vel de la naturalesa (en la persona d'Àrtemis). Al·legoria i metàfora han jugat sovint un rol important a la història de la biologia.

La història de la biologia traça l'estudi del món viu des dels temps antics fins als moderns. Encara que el concepte de biologia com a camp coherent únic va florir al segle xix, les ciències biològiques van emergir de les tradicions de medicina i la història natural arribant enrere fins a la medicina egípcia antiga i els treballs d'Aristòtil i Galè a l'antic món grecoromà, que es van desenvolupar més a l'edat mitjana amb els metges musulmans i estudiosos com al-Jahiz, Avicenna, Avenzoar, Ibn al-Baitar i Ibn an-Nafís. Durant el Renaixement europeu i al començament del període modern, el pensament biològic es va revolucionar a Europa per un interès renovat en l'empirisme i el descobriment de molts organismes de novel·la. Prominents en aquest moviment ho eren Vesalius i Harvey, qui feien servir l'experimentació i l'observació curosa en medicina, i naturalistes com Linnaeus i Buffon qui van començar a classificar la diversitat de vida i el registre fòssil, com també el desenvolupament i comportament d'organismes. La microscòpia va revelar el món desconegut prèviament de microorganismes, posant les bases per a la teoria cel·lular. La importància creixent de la teologia natural, parcialment una resposta a l'esplendor de la filosofia mecànica, va encoratjar al creixement de la història natural (encara que va atrinxerar l'argument teològic).
Entre els segles xviii i xix, les ciències biològiques com la botànica i la zoologia van esdevenir disciplines científiques professionals en increment. Lavoisier i d'altres científics físics van començar a connectar els mons animat i inanimat a través de la física i la química. Els exploradors naturalistes com Alexander von Humboldt van investigar la interacció entre organismes i el seu entorn, i els camins que aquesta relació depèn de la geografia-posant els fonaments de la biogeografia, l'ecologia i l'etologia. Els naturalistes van començar a refusar l'essencialisme i a considerar la importància de l'extinció i la mutabilitat de les espècies. La teoria cel·lular va proveir una nova perspectiva sobre les bases fonamentals de la vida. Aquests desenvolupaments, com també els resultats de l'embriologia i la paleontologia, es van sintetitzar en la teoria de l'evolució per selecció natural de Charles Darwin. El final del segle xix va veure la caiguda de la generació espontània i l'esplendor de la teoria microbiana de la malaltia, tot i que el mecanisme d'herència biològica va romandre un misteri.
Al començament del segle xx, el redescobriment de la feina de Mendel va conduir cap al ràpid desenvolupament de la genètica per Thomas Hunt Morgan i els seus estudiants, i cap als anys 1930 la combinació de la genètica poblacional i la selecció natural en la "síntesi neo-darwiniana". Noves disciplines es van desenvolupar ràpidament, especialment després que Watson i Crick proposessin l'estructura de l'ADN. A continuació de l'establiment del Dogma Central i el desxiframent del codi genètic, la biologia es va dividir llargament entre biologia d'organismes-els camps que tracten amb la totalitat d'organismes i grups d'organismes-;i els camps relacionats amb la biologia cel·lular i molecular. Cap a finals del segle xx, nous camps com la genòmica i la proteòmica estaven capgirant aquesta tendència, amb biòlegs d'organismes fent servir tècniques moleculars, i biòlegs cel·lulars i moleculars investigant la interacció entre els gens i l'ambient, com també la genètica de poblacions naturals d'organismes.

## Etimologia de "biologia"
La paraula biologia es forma combinant del grec βίος (bios), que significa "vida", amb el sufix 'logia', que significa "ciència de", "coneixement de", "estudi de", basat en el verb grec λεγειν, 'legein' = "seleccionar", "recol·lectar" (cf. el nom λόγος, 'logos' = "paraula"). El terme biologia en el seu sentit modern sembla haver estat introduït independentment per Karl Friederich Burdach (el 1800), Gottfried Reinhold Treviranus (Biologie oder Philosophie der lebenden Natur, 1908) i Jean-Baptiste Lamarck (Hydrogéologie, 1802). La mateixa paraula apareix al títol del volum 3 de la Philosophiae naturalis sive physicae dogmaticae: Geologia, biologia, phytologia generalis et dendrologia de Michael Christoph Hanov, publicat el 1766.
Abans de biologia, hi havia diversos termes fets servir per a l'estudi dels animals i les plantes. Història natural referida als aspectes descriptius de la biologia, tot i que també incloïa la mineralogia i d'altres camps no biològics; des de l'edat mitjana a través del Renaixement, el marc unificador de la història natural era la scala naturae o escala de la natura. La filosofia natural i la teologia natural englobaven les bases conceptuals i metafísiques de la vida vegetal i animal, tractant amb els problemes de per què els organismes existeixen i es comporten de la manera que ho fan, tot i que aquestes matèries també incloïen el que ara és la geologia, la física, la química, i l'astronomia. La farmacologia mèdica i (botànica) eren la província de la medicina. La botànica, la zoologia, i (en el cas dels fòssils) la geologia van substituir la història natural i la filosofia natural als segles xviii i xix abans que s'adoptés amplament la biologia.